# Antonio Cano Curriela
Antonio Cano Curriela (Lorca, 1811-Madrid, 1897) fue un guitarrista y compositor español.
Estudió la guitarra con los maestros Ayala y Soriano en la capital murciana. Desde 1847, realizó diversos conciertos en Madrid, con un rotundo éxito; seguidamente, emprendió una gira artística por Francia y Portugal en 1853, y fue nombrado en 1859 profesor de cámara del infante Sebastián de Borbón.
Es autor de La guitarra, una colección de composiciones originales y transcripciones sobre motivos de ópera (1850), y un método para guitarra. En 1874, fue profesor del Colegio Nacional de Sordomudos y Ciegos.